# 曾慈恩
曾慈恩（1999年1月11日—），為台灣棒球選手，曾效力於中華職棒富邦悍將，守備位置為外野手。於2018年季中選秀中被富邦悍將以第10輪第32順位選進。
2020年季末遭到釋出，生涯無一軍出賽紀錄。

## 經歷
- 臺東縣紅葉國小少棒隊
- 臺東縣泰源國中青少棒隊
- 桃園市桃園農工青棒隊→北科附工青棒隊
- 中華職棒富邦悍將（2018年－2020年）

## 外部連結
- 曾慈恩在台灣棒球維基館上的頁面（繁體中文）
- 曾慈恩在中華職棒官網 （中文）上的頁面